# Fondation Thiers
Ne doit pas être confondu avec Fondation Dosne-Thiers.
La fondation Thiers est une institution française destinée à assister le début de carrière de jeunes chercheurs considérés comme prometteurs.

## Histoire

### La fondation
Le 1er mai 1893, la fondation Thiers est reconnue d’utilité publique par le Conseil d'État, qui l’autorise en outre à accepter la donation de Mlle Dosne, belle-sœur de l’ancien président de la République Adolphe Thiers, qui affecte à son entretien la somme de 120 000 francs. La fondation est par la suite rattachée à l'Institut de France.
En 1903 est décidée la création d’une bibliothèque spéciale, la bibliothèque de la fondation, destinée à publier les travaux des pensionnaires de l’institution, actuels ou anciens.
Jusqu'en 1986, la fondation accueille ses pensionnaires pendant trois ans dans l'hôtel particulier du rond-point Bugeaud (actuelle place du Chancelier-Adenauer) à Paris.

### L'ancien hôtel particulier
Le bâtiment est construit à l'initiative de la belle-sœur d'Adolphe Thiers en 1890, dans le 16e arrondissement de Paris, en lisière du bois de Boulogne, entre l'avenue Foch et l'avenue Victor-Hugo, à l'emplacement du premier aérodrome de Paris, d'où s'envolaient les montgolfières. L'architecte est Aldroff. Elle en fait don à la fondation Thiers quelques années plus tard, suivant le souhait d'Élise Thiers, veuve défunte de l'ancien président. Il a alors pour vocation d'accueillir « une école destinée à compléter l'instruction scientifique, historique et philosophique de jeunes gens particulièrement doués ».
En décembre 1889, un journaliste décrit la future place du Chancelier-Adenauer de la façon suivante : « Au rond-point Bugeaud, formant avec la rue des Belles-Feuilles et la rue Spontini un vaste trapèze, on remarque un terrain clos de palissades, sorte de chantier de construction, parsemé de pierres de taille couvertes de neige et de grands arbres dénudés. Les promeneurs sont rares dans ce coin de Passy, peuplé de coquets petits hôtels, au milieu desquels font tache de trop nombreuses masures délabrées ». Le « chantier » en question est celui de l’hôtel de la fondation, achevé en 1892, élevé sur un terrain acheté pour presque rien par Alexis Dosne, beau-père d'Adolphe Thiers, en 1826.
En 1986, le bâtiment, en mauvais état, est vendu par l’Institut de France. Il abrite désormais un hôtel de luxe, le Saint James Paris.

## L'organisation actuelle
Les pensionnaires de la fondation Thiers ont ensuite été accueillis par l’Institut de France dans son Cercle de recherches humanistes, qui hébergeait aussi l’Association des anciens pensionnaires et amis de la fondation, et poursuivait sa mission de recrutement des plus brillants sujets de l’Université, qui étaient pris financièrement en charge par le CNRS pour une durée de trois ans. Depuis 2017, le contrat avec le CNRS n'a pas été renouvelé. Aussi n'y a-t-il plus de pensionnaires recrutés depuis 2017. Toutefois, les pensionnaires recrutés en 2016 ont pu terminer leur thèse avec le soutien du CNRS jusqu'à la fin de leur contrat en 2019.
Aujourd'hui, seuls des boursiers pour un an peuvent être recrutés.
Tous les deux ans, un prix de la Fondation Thiers est décerné aux meilleurs travaux des anciens pensionnaires.

## Anciens pensionnaires
Parmi les pensionnaires, on relève les noms de Jean Tulard, Louis Gernet, André Aymard,  Marc Bloch, Charles Blondel, Jean Guitton, René Étiemble, Georges Bonnefoy, Daniel Villey, Maxime Chastaing, Maurice Duverger, Jacques Rancière, Daniel Defert, Michel Foucault, José Grosdidier de Matons, Pascal Ory, Pierre de Labriolle, Guy Pervillé, Lise Queffélec, Olivier Wieviorka, Pierre Nora, Marc Fumaroli et Dominique Janicaud, Jean Ebersolt, André Crépin, Émile Giraud.